# Pfälzische Post
Die Pfälzische Post. Organ für die Interessen des Volkes war eine sozialdemokratische Parteizeitung, die im Herbst 1895 von Franz Josef Ehrhart in Ludwigshafen am Rhein gegründet wurde. Sie war eine der regionalen sozialdemokratischen Parteizeitungen mit dem Verbreitungsgebiet Vorderpfalz und Südpfalz.
Bis 1905 erschien sie als Kopfblatt der sozialdemokratischen Volksstimme, Mannheim. Danach war sie bis zum Ende der Weimarer Republik eigenständig und wurde zu einer der wichtigsten sozialdemokratischen Zeitung für die Pfalz. Im März 1933 wurden die Redaktionsräume der Pfälzischen Post in Ludwigshafen am Rhein von den Nationalsozialisten besetzt und die Zeitung musste ihr Erscheinen einstellen.

## Quelle
- Der Freiheit und Demokratie verpflichtet, Beiträge zur Geschichte der Ludwigshafener Sozialdemokratie. Ludwigshafen 1986, Verlag Neue Pfälzer Post GmbH, Neustadt/Weinstraße, ISBN 3-923505-05-1